# Saxifraga valleculosa
Saxifraga valleculosa är en stenbräckeväxtart som beskrevs av H.Chuang. Saxifraga valleculosa ingår i Bräckesläktet som ingår i familjen stenbräckeväxter. Utöver nominatformen finns också underarten S. v. callosa.